# Богча
Богча (тур. boğça) — турецкая мера веса.
В Мардине в 1518 году 1 богча составляла 1/8 обычного йука, или 4 амидских батмана, или 6320 османских дирхама, или 20,268 кг.
Этимологически происходит от основы «бог-», означающей дорожную суму или узел с вещами, к которой присоединён уменьшительный аффикс «-ча», то есть мера соответствует весу небольшой дорожной сумки.